# Kroksjö, Umeå kommun
Kroksjö är en småort i Umeå kommun. Orten ligger utmed länsväg 364 vid sjön Kroksjön, cirka 3 mil norr om Umeå.